# Robert Heward
Robert Heward (1791-1877) fue un botánico, pteridólogo británico.
Sus colecciones se donaron a Allan Cunningham (1791-1839). Heward estaba particularmente interesado en las plantas de Australia.

## Algunas publicaciones
- 1842. Biographical Sketch of the Late Allan Cunningham. Reimpreso de J. of Botany for Private Distribution
- 1838. Some Observations on a Collection of Ferns from the Island of Jamaica. 15 pp.
- 1831. Some Observations on Dr. Leichardt's Overland Journey from Moreton Bay on the East Coast of Australia, to Port Essington on the North Coast. Con Ludwig Leichhardt. 31 pp.

## Honores
Miembro de
- Sociedad linneana de Londres[1]

## Eponimia
Géneros
- (Adiantaceae) Hewardia J.Sm.[2]
- (Iridaceae) Hewardia Hook.f.[3]